# Hứa Xương
Hứa Xương (tiếng Trung: 许昌市) là một địa cấp thị thuộc tỉnh Hà Nam, Cộng hòa Nhân dân Trung Hoa.

## Lịch sử
Lịch sử Hứa Xương rất dài, ngày 17 tháng 12 năm 2007 tại trấn Linh Tỉnh huyện Hứa Xương (nay thuộc quận Kiến An) phát hiện được hóa thạch hộp sọ người hoàn chỉnh với niên đại 80.000 tới 100.000 năm, được gọi là "người Hứa Xương".
Thời kỳ Ân Thương tại khu vực Hứa Xương có các bộ lạc/nước chư hầu là Hữu Lịch (trong địa giới thị xã Vũ Châu ngày nay), Hữu Hùng (trong địa phận thị xã Trường Cát ngày nay), Côn Ngô (trong địa phận quận Kiến An ngày nay), Khương (trong địa giới thị xã Vũ Châu ngày nay). Đến thời kỳ Xuân Thu - Chiến Quốc thì Hứa Xương trước sau nằm trong lãnh thổ các nước như Trịnh, Sở, Hàn, Ngụy. Tần vương Doanh Chính năm thứ 17 (230 TCN) lập quận Dĩnh Xuyên, trụ sở đặt tại Dương Địch (nay thuộc Vũ Châu). Quận Dĩnh Xuyên chia thành 12 huyện, bao gồm Hứa (nay thuộc Kiến An), Dương Địch (nay thuộc Vũ Châu), Trường Xã (nay thuộc Trường Cát), Yên Lăng, Tương Thành. Hán Cao Tổ năm thứ 6 (201 TCN) chia huyện Hứa thành huyện Hứa và huyện Dĩnh Âm (nay là Ngụy Đô). Các huyện Hứa, Dĩnh Âm, Dương Địch, Trường Xã, Yên Lăng, Tương Thành đều thuộc quận Dĩnh Xuyên. Năm Kiến An thứ nhất (196), Hán Hiến Đế dời đô tới Hứa, gọi là Hứa Đô. Hứa Đô là kinh đô nhà Hán cho tới năm 220 thì Tào Phi của nhà Ngụy mới dời đô về Lạc Dương.
Thời kỳ Tam quốc, nhà Ngụy gọi vùng này là quận Dĩnh Xuyên, thuộc Dự Châu, với các huyện như Hứa Xương, Dĩnh Âm, Yên Lăng, Trường Xã. Hứa Xương là một trong năm đô thành của nhà Ngụy (gồm Trường An, Tiếu Đô, Hứa Đô, Nghiệp Thành, Lạc Dương – với kinh đô ở Lạc Dương). Ngụy Văn Đế Tào Phi Hoàng Sơ năm thứ 2 (221) đổi tên huyện Hứa thành Hứa Xương do "Hán vong vu Hứa, Ngụy cơ xương vu Hứa". Thời Nguyên thì các huyện Hứa Xương, Trường Xã, Trường Cát, Tương Thành thuộc Hứa Châu còn Yên Lăng thuộc phủ Khai Phong. Năm Hồng Vũ thứ 1 thời Minh (1368),  phế bỏ huyện Trường Xã nhập vào Hứa Châu, gồm 4 huyền (Trường Cát, Tương Thành). Hứa Châu, Quân Châu khi đó đều thuộc phủ Khai Phong. Năm Vạn Lịch thứ 3 (1575) Quân Châu đổi tên thành Vũ Châu. Lý Tự Thành đổi Vũ Châu thành phủ Quân Bình. Thời Thanh sơ, Hứa Châu và Vũ Châu thuộc tỉnh Hà Nam. Năm Ung Chính thứ 2 (1724) Hứa Châu thăng làm trực lệ châu, Trường Cát thuộc châu trực lệ này còn Yên Lăng thuộc phủ Khai Phong. Năm Ung Chính thứ 13 (1735) Hứa Châu thăng làm phủ Hứa Châu với các huyện Lâm Dĩnh, Yển Thành, Tương Thành, Trường Cát, Mật (nay là Tân Mật), Tân Trịnh thuộc phủ này. Năm Càn Long thứ 6 (1741) lại phục hồi Hứa Châu làm trực lệ châu, với các huyền giữ nguyên như cũ.
Sau khi Trung Hoa Dân Quốc thành lập, Hứa Châu đổi thành huyện Hứa Xương, Vũ Châu thành huyện Vũ, cùng huyện Trường Cát đều thuộc Dự Đông đạo của tỉnh Hà Nam. Huyện Yên Lăng trực thuộc tỉnh Hà Nam. Năm 1926, bỏ đạo lập khu, Hứa Xương thuộc khu hành chính số 2 của tỉnh Hà Nam, trụ sở đặt tại Hứa Xương (nay là quận Ngụy Đô). Các huyện Trường Cát, Vũ thuộc khu hành chính số 1 tỉnh Hà Nam, trụ sở đặt tại huyện Trịnh (nay là Trịnh Châu). Huyện Yên Lăng vẫn trực thuộc tỉnh Hà Nam. Năm 1932, Hứa Xương thuộc khu hành chính số 5 tỉnh Hà Nam, với đốc sát chuyên viên công thự đặt tại Hứa Xương, bao gồm 9 huyện như Hứa Xương, Yên Lăng, Tương Thành. Các huyện Trường Cát, Vũ vẫn thuộc khu hành chính số 1 tỉnh Hà Nam. Tháng 5 năm 1944, các huyện Trường Cát, Hứa Xương, Yên Lăng, Vũ trước sau bị Nhật Bản chiếm đóng. Tháng 10 năm 1944, Bát lộ quân tiến vào Dự Tây, thành lập các căn cứ địa là Vũ Mật Tân (nay là khu vực thuộc ranh giới Vũ Châu, Tân Mật, Tân Trịnh), Vũ Giáp (nay là khu vực thuộc ranh giới Vũ Châu và huyện Giáp). Tháng 5 năm 1945, Bát lộ quân từ Ký Lỗ Dự tại ranh giới Yên Lăng, Phù Câu thành lập căn cứ địa Thủy Tây. Tháng 8 năm đó Nhật Bản đầu hàng, Hứa Xương vẫn thuộc khu hành chính số 5 tỉnh Hà Nam, với đốc sát chuyên viên công thự đặt tại thị xã Hứa Xương (nay là quận Ngụy Đô), gồm 9 huyện (Hứa, Yên Lăng, Tương Thành v.v). Các huyện Trường Cát, Vũ vẫn thuộc khu hành chính số 1 tỉnh Hà Nam.
Ngày 15 tháng 12 năm 1947, giải phóng quân nhân dân Trung Quốc chiếm Hứa Xương. Từ năm 1948 đến năm 1949, trong thời gian chỉnh phủ lâm thời, khu vực nay thuộc địa cấp thị Hứa Xương chia ra làm hai phần, một thuộc về Dự Tô Hoàn khu ngũ chuyên thự, một thuộc về Dự Tây hành thự ngũ chuyên khu. Tháng 2 năm 1949 thành lập chuyên khu Hứa Xương (trụ sở đặt tại thị xã Hứa Xương), bao gồm 15 huyện thị là thị xã Hứa Xương (nay là quận Ngụy Đô), các huyện Hứa Xương, Trường Cát, Yên Lăng, Lâm Dĩnh, thị xã Tháp Hà, Yển Thành, Vũ Dương, Diệp, Tương Thành, Vũ, Giáp, Bảo Phong, Lỗ Sơn, Lâm Nhữ (nay là thị xã Nhữ Châu).
Tháng 1 năm 1953, nguyên thuộc chuyên khu Hoài Dương là thị xã Chu Khẩu và 3 huyện Phù Câu, Thương Thủy, Tây Hoa nhập vào chuyên khu Hứa Xương. Tới tháng 5 năm 1965 lại tách ra để thành lập chuyên khu Chu Khẩu. Tháng 9 năm 1954 huyện Lâm Nhữ tách ra để nhập vào chuyên khu Lạc Dương. Tháng 12 năm 1958 thị xã Bình Đỉnh Sơn nhập vào chuyên khu Hứa Xương, tới tháng 3 năm 1964 lại tách ra để thành lập đặc khu Bình Đỉnh Sơn.
Năm 1960 triệt tiêu huyện Hứa Xương nhập vào thị xã Hứa Xương nhưng tới tháng 10 năm 1961 lại phục hồi huyện này. Tháng 3 năm 1964 thị xã Bình Đỉnh Sơn thị đổi thành đặc khu Bình Đỉnh Sơn và tách ra khỏi chuyên khu Hứa Xương. Tháng 5 năm 1965, thị xã Chu Khẩu và 3 huyện Phù Câu, Tây Hoa, Thương Thủy tách ra thành lập chuyên khu Chu Khẩu.
Năm 1970 đổi tên chuyên khu Hứa Xương thành địa khu Hứa Xương, bao gồm 12 huyện là Vũ, Trường Cát, Hứa Xương, Yên Lăng, Lâm Dĩnh, Yển Thành, Vũ Dương, Tương Thành, Diệp, Bảo Phong, Lỗ Sơn, Giáp cùng 2 thị xã Hứa Xương và Tháp Hà. Năm 1979 tách quận Vũ Cương ra khỏi Bình Đỉnh Sơn để nhập vào địa khu Hứa Xương. Tháng 11 năm 1982 lại trở lại trực thuộc Bình Đỉnh Sơn.
Tháng 10 năm 1983, các huyện Lỗ Sơn, Bảo Phong, Diệp tách ra để nhập vào Bình Đỉnh Sơn. Tháng 2 năm 1986 triệt tiêu địa khu Hứa Xương để thành lập địa cấp thị Hứa Xương,bao gồm quận Ngụy Đô, huyện Hứa Xương, Trường Cát, Yên Lăng, Vũ. Các huyện Tương Thành, Giáp tách ra để trực thuộc Bình Đỉnh Sơn. Thị xã Tháp Hà cùng 3 huyện Vũ Dương, Lâm Dĩnh, Yển Thành tách ra để thành lập địa cấp thị Tháp Hà. Ngày 25 tháng 6 năm 1988, huyện Vũ nâng cấp thành thị xã Vũ Châu.
Ngày 14 tháng 12 năm 1993, huyện Trường Cát nâng cấp thành thị xã Trường Cát. Ngày 25 tháng 8 năm 1997, huyện Tương Thành lại tách ra khỏi địa cấp thị Bình Đỉnh Sơn để nhập vào địa cấp thị Hứa Xương.
Tháng 11 năm 2016, triệt tiêu huyện Hứa Xương để thành lập quận Kiến An.

## Địa lý, khí hậu
Hứa Xương nằm trong khoảng 33°16' tới 34°24' vĩ bắc và 113°03' tới 114°19' kinh đông. Nằm ở miền trung tỉnh Hà Nam, Hứa Xương tiếp giáp với Chu Khẩu ở phía đông, Tháp Hà ở phía nam, Bình Đỉnh Sơn ở phía tây và Trịnh Châu ở phía bắc. Khoảng cách tới trung tâm hành chính tỉnh tại Trịnh Châu là 80 km.
Nằm trên phần kéo dài của dãy núi Phục Ngưu sơn về phía bình nguyên Dự Đông thuộc bình nguyên bồi tích Hoàng Hoài trên khoảng cách đông-tây khoảng 124 km nên địa hình tại đây là giảm dần độ cao theo chiều từ tây sang đông, với phía tây là vùng đồi núi với độ cao lớn nhất đạt 1.150,6 m so với mực nước biển. Phần từ trung tâm tới phía đông là vùng đồng bằng với điểm thấp nhất cao 50,4 m so với mực nước biển. Phần đồng bằng chiếm khoảng 75% diện tích đất đai.
Hứa Xương có khí hậu cận nhiệt đới gió mùa (thang Köppen Cwa), với bốn mùa khác biệt rõ ràng. Mùa đông khô lạnh, mùa hè nóng ẩm, mùa xuân bắt đầu sớm và ấm, mùa thu mát và có sự chuyển tiếp vừa phải. Giáng thủy chủ yếu từ tháng 5 tới tháng 9, với trên 70% lượng giáng thủy xảy ra trong khoảng thời gian này. Thành phố này có nhiệt độ trung bình năm khoảng 14,5 °C (58,1 °F), và nhiệt độ trung bình cao nhất đạt 27,1 °C (80,8 °F) trong tháng 7 và thấp nhất đạt 0,7 °C (33,3 °F) trong tháng 1. Lượng giáng thủy chỉ trên 700 milimét (28 in) mỗi năm, và trung bình tại đây có 217 ngày không sương giá cùng 2.280 giờ có nắng mỗi năm.
| Dữ liệu khí hậu của Hứa Xương (1971−2000) | Dữ liệu khí hậu của Hứa Xương (1971−2000) | Dữ liệu khí hậu của Hứa Xương (1971−2000) | Dữ liệu khí hậu của Hứa Xương (1971−2000) | Dữ liệu khí hậu của Hứa Xương (1971−2000) | Dữ liệu khí hậu của Hứa Xương (1971−2000) | Dữ liệu khí hậu của Hứa Xương (1971−2000) | Dữ liệu khí hậu của Hứa Xương (1971−2000) | Dữ liệu khí hậu của Hứa Xương (1971−2000) | Dữ liệu khí hậu của Hứa Xương (1971−2000) | Dữ liệu khí hậu của Hứa Xương (1971−2000) | Dữ liệu khí hậu của Hứa Xương (1971−2000) | Dữ liệu khí hậu của Hứa Xương (1971−2000) | Dữ liệu khí hậu của Hứa Xương (1971−2000) |
| Tháng                                     | 1                                         | 2                                         | 3                                         | 4                                         | 5                                         | 6                                         | 7                                         | 8                                         | 9                                         | 10                                        | 11                                        | 12                                        | Năm                                       |
| ----------------------------------------- | ----------------------------------------- | ----------------------------------------- | ----------------------------------------- | ----------------------------------------- | ----------------------------------------- | ----------------------------------------- | ----------------------------------------- | ----------------------------------------- | ----------------------------------------- | ----------------------------------------- | ----------------------------------------- | ----------------------------------------- | ----------------------------------------- |
| Cao kỉ lục °C (°F)                        | 20.2 (68.4)                               | 23.5 (74.3)                               | 28.3 (82.9)                               | 34.2 (93.6)                               | 38.9 (102.0)                              | 41.9 (107.4)                              | 39.2 (102.6)                              | 38.9 (102.0)                              | 37.2 (99.0)                               | 35.1 (95.2)                               | 27.0 (80.6)                               | 21.4 (70.5)                               | 41.9 (107.4)                              |
| Trung bình ngày tối đa °C (°F)            | 6.1 (43.0)                                | 8.9 (48.0)                                | 13.9 (57.0)                               | 21.3 (70.3)                               | 26.8 (80.2)                               | 31.8 (89.2)                               | 32.0 (89.6)                               | 30.7 (87.3)                               | 27.0 (80.6)                               | 21.7 (71.1)                               | 14.4 (57.9)                               | 8.2 (46.8)                                | 20.2 (68.4)                               |
| Trung bình ngày °C (°F)                   | 0.7 (33.3)                                | 3.1 (37.6)                                | 8.1 (46.6)                                | 15.2 (59.4)                               | 20.6 (69.1)                               | 25.7 (78.3)                               | 27.1 (80.8)                               | 25.8 (78.4)                               | 21.1 (70.0)                               | 15.4 (59.7)                               | 8.5 (47.3)                                | 2.7 (36.9)                                | 14.5 (58.1)                               |
| Tối thiểu trung bình ngày °C (°F)         | −3.6 (25.5)                               | −1.4 (29.5)                               | 3.0 (37.4)                                | 9.4 (48.9)                                | 14.8 (58.6)                               | 20.0 (68.0)                               | 23.1 (73.6)                               | 22.0 (71.6)                               | 16.6 (61.9)                               | 10.5 (50.9)                               | 3.7 (38.7)                                | −1.7 (28.9)                               | 9.7 (49.5)                                |
| Thấp kỉ lục °C (°F)                       | −16.4 (2.5)                               | −19.6 (−3.3)                              | −11.5 (11.3)                              | −2.9 (26.8)                               | 3.2 (37.8)                                | 11.6 (52.9)                               | 16.4 (61.5)                               | 13.8 (56.8)                               | 6.3 (43.3)                                | −0.9 (30.4)                               | −13.1 (8.4)                               | −14.0 (6.8)                               | −19.6 (−3.3)                              |
| Lượng Giáng thủy trung bình mm (inches)   | 12.0 (0.47)                               | 14.9 (0.59)                               | 33.7 (1.33)                               | 43.5 (1.71)                               | 72.8 (2.87)                               | 83.5 (3.29)                               | 163.3 (6.43)                              | 121.7 (4.79)                              | 71.4 (2.81)                               | 50.7 (2.00)                               | 26.0 (1.02)                               | 12.1 (0.48)                               | 705.6 (27.79)                             |
| Số ngày giáng thủy trung bình (≥ 0.1 mm)  | 3.5                                       | 5.0                                       | 7.0                                       | 6.9                                       | 7.9                                       | 8.4                                       | 11.7                                      | 10.6                                      | 8.3                                       | 7.7                                       | 5.4                                       | 3.8                                       | 86.2                                      |
| Nguồn: Weather China                      |                                           |                                           |                                           |                                           |                                           |                                           |                                           |                                           |                                           |                                           |                                           |                                           |                                           |

## Các đơn vị hành chính
Hứa Xương quản lý các đơn vị cấp huyện sau:
- Quận Ngụy Đô (魏都区)
- Quận Kiến An (建安区)
- Thi xã Vũ Châu (禹州市)
- Thi xã Trường Cát (长葛市)
- Huyện Yên Lăng (鄢陵县)
- Huyện Tương Thành (襄城县)

| Bản đồ phân chia hành chính thành phố Hứa Xương         | Bản đồ phân chia hành chính thành phố Hứa Xương | Bản đồ phân chia hành chính thành phố Hứa Xương | Bản đồ phân chia hành chính thành phố Hứa Xương | Bản đồ phân chia hành chính thành phố Hứa Xương | Bản đồ phân chia hành chính thành phố Hứa Xương | Bản đồ phân chia hành chính thành phố Hứa Xương | Bản đồ phân chia hành chính thành phố Hứa Xương | Bản đồ phân chia hành chính thành phố Hứa Xương | Bản đồ phân chia hành chính thành phố Hứa Xương |
| ------------------------------------------------------- | ----------------------------------------------- | ----------------------------------------------- | ----------------------------------------------- | ----------------------------------------------- | ----------------------------------------------- | ----------------------------------------------- | ----------------------------------------------- | ----------------------------------------------- | ----------------------------------------------- |
| Ngụy Đô Kiến An Yên Lăng Tương Thành Vũ Châu Trường Cát |                                                 |                                                 |                                                 |                                                 |                                                 |                                                 |                                                 |                                                 |                                                 |
| Mã hành chính                                           | Tên Việt                                        | Tên Trung, bính âm                              | Diện tích (km²)                                 | Dân số (thường trú)                             | Trụ sở                                          | Mã bưu chính                                    | Đơn vị hành chính                               | Đơn vị hành chính                               | Đơn vị hành chính                               |
| Mã hành chính                                           | Tên Việt                                        | Tên Trung, bính âm                              | Diện tích (km²)                                 | Dân số (thường trú)                             | Trụ sở                                          | Mã bưu chính                                    | Nhai đạo                                        | Trấn                                            | Hương                                           |
| 411000                                                  | Hứa Xương                                       | 许昌 (Xǔchāng)                                  | 4.978,83                                        | 4.437.400                                       | Ngụy Đô                                         | 461000                                          | 27                                              | 60                                              | 16                                              |
| 41102                                                   | Ngụy Đô                                         | 魏都 (Wèidū)                                    | 89,49                                           | 520.400                                         | Nđ Tây Đại                                      | 461000                                          | 15                                              |                                                 |                                                 |
| 411003                                                  | Kiến An                                         | 建安 (Jiàn'ān)                                  | 1.000,76                                        | 793.100                                         | Tr. Tương Quan Trì                              | 461100                                          | 4                                               | 7                                               | 7                                               |
| 411024                                                  | Yên Lăng                                        | 鄢陵 (Yānlíng)                                  | 869,69                                          | 571.500                                         | Tr. Yên Lăng                                    | 461200                                          |                                                 | 12                                              |                                                 |
| 411025                                                  | Tương Thành                                     | 襄城 (Xiāngchéng)                               | 913,81                                          | 692.300                                         | Tr. Thành Quan                                  | 461700                                          |                                                 | 10                                              | 6                                               |
| 411081                                                  | Vũ Châu                                         | 禹州 (Yǔzhōu)                                   | 1.469,02                                        | 1.161.500                                       | Nđ Dĩnh Xuyên                                   | 461600                                          | 4                                               | 19                                              | 3                                               |
| 411082                                                  | Trường Cát                                      | 长葛 (Chánggě)                                  | 636,05                                          | 698.600                                         | Nđ Kiến Thiết Lộ                                | 461500                                          | 4                                               | 12                                              |                                                 |